# コンチェーイ
コンチェーイ（イタリア語: Concei）は、イタリア共和国トレンティーノ＝アルト・アディジェ州トレント県レードロに属する分離集落（フラツィオーネ）。
かつては独立した自治体（コムーネ）であったが、2010年1月1日、ヴァッレ・ディ・レードロにある他の5つのコムーネ(ティアルノ・ディ・ソット、ティアルノ・ディ・ソプラ、ピエーヴェ・ディ・レードロ、ベッツェッカ、モリーナ・ディ・レードロ)と合併し、新自治体の一部となった。

## 地理

### 位置・広がり
レードロの北部に位置する、ヴァル・ディ・コンチェーイと呼ばれる谷筋の地区である。
独立したコムーネの時期には 30.39km2 の面積があり 、中心地区ENGUISOの標高は759m、最低地点は670m、最高地点は2169mであった。

#### 旧隣接コムーネ
コンチェーイがコムーネであった当時の隣接コムーネは以下の通り。*は、ともにレードロに統合されたコムーネ。
- ティオーネ・ディ・トレント - 北
- ズクロ - 北
- ブレッジョ・スペリオーレ - 北
- フィアヴェ - 北東
- テンノ - 東
- リーヴァ・デル・ガルダ - 東
- ピエーヴェ・ディ・レードロ - 南 *
- ベッツェッカ - 南西 *
- ピエーヴェ・ディ・ボーノ - 北西

### 主要な集落
かつてのコンチェーイのコムーネは、3つの主要な集落、エングイゾ（Enguiso）、レンツモ（Lenzumo）、ロッカ（Locca）からなっていた。
- エングイゾ

## 社会

### 人口

#### 人口推移
旧コムーネの人口推移は以下のとおり。2009年末時点のコムーネ人口は862人であった。

### 居住地区別人口
旧コムーネについて、国立統計研究所（ISTAT）は居住地区（Località abitata）別の人口として以下を掲げている。統計は2001年時点。
| 地区名           | 標高      | 人口 | 備考                                         |
| ---------------- | --------- | ---- | -------------------------------------------- |
| CONCEI           | 670/2169  | 758  |                                              |
| ENGUISO *        | 759       | 212  |                                              |
| LENZUMO          | 787       | 286  |                                              |
| LOCCA            | 761       | 231  |                                              |
| Case Sparse      | -         | 29   |                                              |
| Costa delle Tope | 1500/2254 | -    | ベッツェッカとの境界未画定地域。無人の山地。 |

- ISTATは人口統計上、家屋密度の高い centro abitato （居住の中心地区）、密度の低い nucleo abitato （居住の核となる地区）、まとまった居住地区を形成していない case sparse （散在家屋）の区分を用いている。上の表で地名がすべて大文字で示されているものが centro abitato である。「*」印が付されているのは、コムーネの役場・役所 la casa comunale の置かれている地区である。